# Lubomierz
Lubomierz là một thị trấn thuộc huyện Lwówecki, tỉnh Dolnośląskie ở miền tây nam Ba Lan. Thị trấn có diện tích 8 km². Đến ngày 1 tháng 1 năm 2011, dân số của thị trấn là 1838 người và mật độ 228 người/km².